# RR Весов
RR Весов (лат. RR Librae), HD 142641 — одиночная переменная звезда в созвездии Весов на расстоянии (вычисленном из значения параллакса) приблизительно 2330 световых лет (около 715 парсеков) от Солнца. Видимая звёздная величина звезды — от +15m до +7,8m.

## Характеристики
RR Весов — красная пульсирующая переменная звезда, мирида (M) спектрального класса M4e-M8e или M8.